# 王绣锦
王绣锦（1915年6月—2017年7月25日），山西沁县人。中华人民共和国政治人物。
早年担任岳北地区农会主席。后任中共洪洞县委书记。1977年3月，任中共山西省委常委、太原市委第一书记。1982年9月，任中共山西省委常委、省委统战部部长。1983年，任山西省政协副主席、省委统战部部长。